# Sainte-Cécile-de-Lévrard
Sainte-Cécile-de-Lévrard är en kommun av typen socken (municipalité de paroisse) i provinsen Québec i Kanada. Den ligger i regionen Centre-du-Québec, i den sydöstra delen av landet, 300 km öster om huvudstaden Ottawa.